# Поляна (Грибановский район)
Поляна — село в Грибановском районе Воронежской области.
Входит в состав Листопадовского сельского поселения.
Основано в 1709 году.

## География

### Улицы
После основания появилось в селе 3 широкие улицы: 
• Лесная, 
• речная,
• заречная.
В XIX - XX веках название было только одной улицы:
• Лесная
В простонародии до настоящих времён остались названия частей села:
• Кубановка
• Суходол
• Подлески
С XXI века установилось официальное название:
- ул. Школьная.

## История
Было это в далёком 1709 году, когда Россией управлял император Петр I. Время было тревожное, неспокойное. Чтобы занимать выход в Балтийское море, приходилось вести войну со Швецией. Русский флот был ещё очень слабым и малочисленным. Нашей стране было выгоднее помериться силами на суше.
И грянул бой, Полтавский бой…
Русские воины были полны отваги и героизма, но враг выгодно отличался выучкой и вооружением. В один из сложных моментов боя сам царь попал в окружение. Его спас смелый казак-дончак Макар Калмыков. Петр I щедро наградил храбреца — даровал ему земли сверху от Хопра, на чистой речке Савале. Столько, сколько можно объехать на коне от зари до зари. Долго ехал Макар по густой лесистой местности. Вот уже и конь устал, а его белые ноги стали снизу красные, однако не кровь, а алая земляника, которая сплошным ковром расстилалась вокруг, испачкала конские ноги.
Место, куда приехал удалой казак, отличалось красотой и удобством. В речке водилась рыба, а в лесу было много дичи. А земля, казалось, только и ждала, когда её распашут. Вскоре прибыли в новые края и братья Макара Борис, Глеб и Константин. 
Закипела работа. На просторной поляне появился первый дом. Сама местность дала будущему селу название «Поляна». Не долго братья жили вместе. Борис и Глеб основали на реке Вороне город Борисоглебск, а брат Константин — село Костино-отделец, сам же Макар основал рядом с Поляной село Макарово (нынешняя Листопадовка). Постепенно в эти края стали приходить новые люди, которые основали поселение и передавали из поколения в поколение это повествование.
Записано со слов старожилов села.